# Convento do Carmo de Angra dos Reis
O Convento do Carmo de Angra dos Reis está situado na cidade de Angra dos Reis, no estado do Rio de Janeiro, Brasil. O conjunto arquitetônico abrange o edifício do convento, a Igreja do Carmo e a Igreja da Ordem Terceira, ambas igrejas separadas por uma torre sineira. Localiza-se na Rua do Comércio, ao lado da Praça General Osório, no centro da cidade.

## História
Os carmelitas chegaram a Angra dos Reis cerca de 1593. Inicialmente ocupando instalações muito modestas, os carmelitas construíram um convento entre 1613 e 1617, seguido de uma nova ampliação a partir de 1621. Em setembro de 1710, a torre foi destruída durante o bombardeio da cidade pelos navios do corsário francês Jean-François Duclerc.[carece de fontes?]
O conjunto que existe hoje data basicamente do século XVIII. O atual edifício do convento começou a ser construído em 1722 e foi inaugurado parcialmente em 1726, enquanto que a atual igreja conventual data da segunda metade daquele século. Os altares internos da igreja, já removidos, foram realizados em 1751. A capela da Ordem Terceira do Carmo, separada da igreja conventual pela torre sineira, foi fundada em 1620 mas a atual capela também data do século XVIII.
No século XIX, apesar da crise da vida religiosa provocada em parte pelo fechamento dos noviciados em 1855 por parte do governo imperial, o convento jamais esteve abandonado. No final do século XIX, porém, nele vivia apenas o frade carmelita frei Inácio da Conceição Silva.[carece de fontes?]
Dada sua importância histórica e cultural, o convento foi tombado pelo IPHAN em 1944, seguida da igreja dos terceiros do Carmo em 1950.

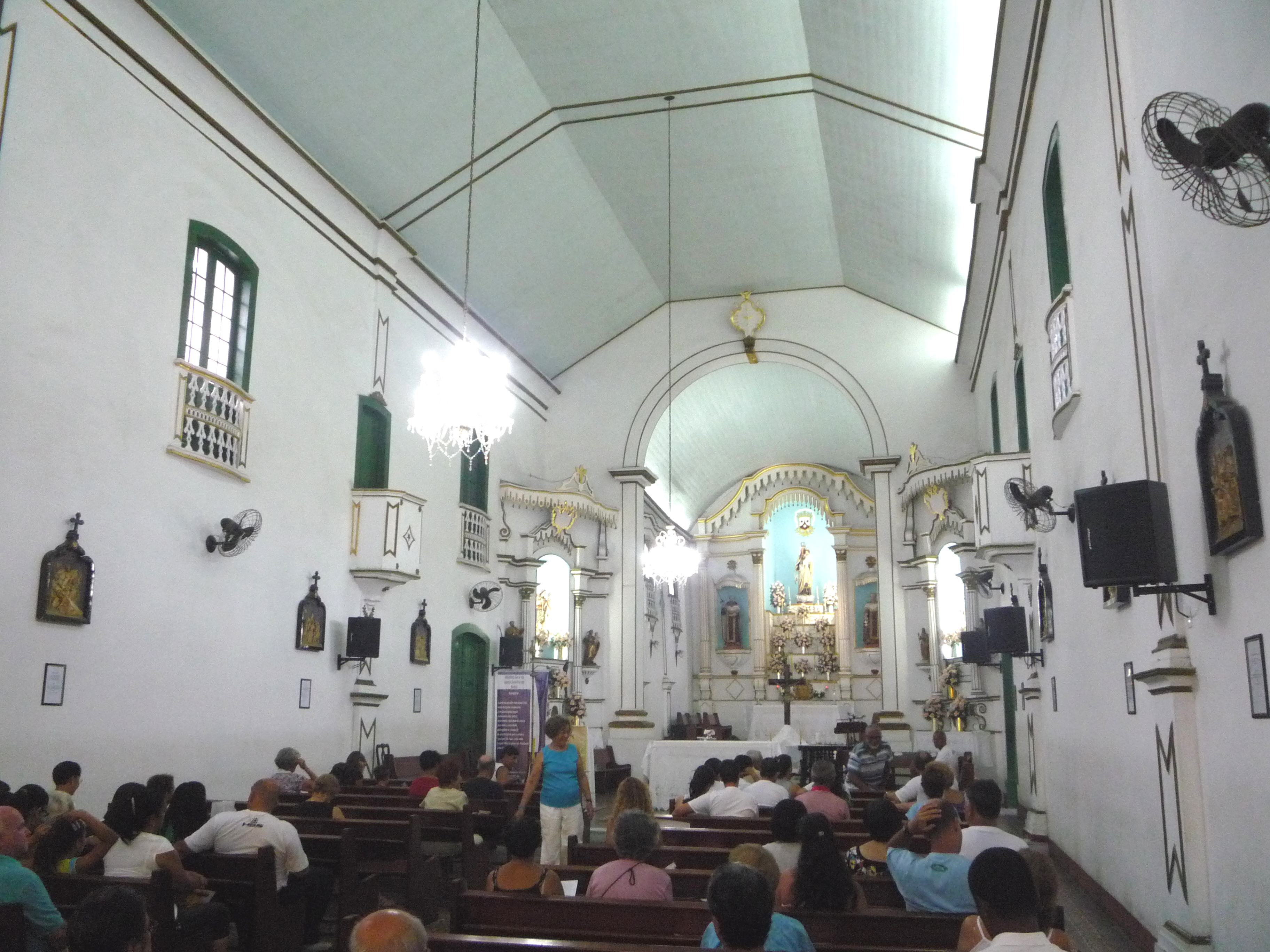
Interior da igreja conventual.

## Caracterização
O Convento do Carmo localiza-se em uma zona de muito trânsito, junto à principal via do centro de Angra, sendo o conjunto monumental mais visível da cidade. O conjunto encontra-se voltado para o mar, próximo à Praça General Osório e antigos sobrados do século XIX, tendo em frente um largo - o Largo do Carmo.
O complexo é composto pela capela da Ordem Terceira do Carmo, a torre sineira, a Igreja Conventual e o convento, todas alinhadas. Ambas igrejas tem fachadas de organização similar, dotadas de frontões animados com volutas e coruchéus, sendo a fachada dos terceiros uma versão simplificada da conventual. Os interiores das igrejas revelam plantas retangulares muito simples. Os altares atuais da igreja conventual datam do século XIX, mas a maioria das imagens são ainda os do século XVIII. Os altares da igreja dos terceiros datam de cerca de 1825.[carece de fontes?]
A torre sineira, localizada entre as igrejas, é parcialmente revestida com azulejos e é decorada com coruchéus e uma cúpula. O edifício do convento possui um claustro de dois pisos, com arcos de cantaria no primeiro piso e uma varanda em parte do piso superior.